# NGC 7696
NGC 7696 (другие обозначения — PGC 71757, MCG 1-60-4, ZWG 407.10) — галактика в созвездии Рыбы.
Этот объект входит в число перечисленных в оригинальной редакции «Нового общего каталога».